# Racine (Wisconsin)
Racine é uma cidade localizada no estado norte-americano do Wisconsin, no Condado de Racine.

## Geografia
De acordo com o United States Census Bureau, a cidade tem uma área de 48,4 km², onde 40,1 km² estão cobertos por terra e 8,3 km² por água.

### Localidades na vizinhança
O diagrama seguinte representa as localidades num raio de 12 km ao redor de Racine.

## Demografia
Segundo o censo nacional de 2010, a sua população é de 78 860 habitantes e sua densidade populacional é de 1 966,93 hab/km². É a quinta cidade mais populosa do Wisconsin. Possui 33 887 residências, que resulta em uma densidade de 845,21 residências/km².

## Cidade irmã
- Fortaleza, Ceará, Brasil